# Гликман, Леонид Абрамович
Леонид Абрамович Гликман (03.08.1906—09.11.1978) — советский специалист в области прочности материалов, лауреат Государственной премии СССР.

## Биография
Родился в Санкт-Петербурге.
Окончил Ленинградский техникум точной механики и оптики (1926) и физико-механический факультет Ленинградского политехнического института (1930).
Работа по основной работе и по совместительству:
- 1930—1934 ассистент, помощник начальника лаборатории Металлического завода
- 1934—1937 старший инженер лаборатории металлов Артиллерийской академии им. Дзержинского
- 1934—1942 ассистент, с 1935 г. доцент кафедры физического металловедения Ленинградского индустриального института
- 1938—1942, 1944—1950 доцент, заместитель заведующего кафедрой физического металловедения ЛПИ
- 1942—1945 консультант Металлического завода
- 1951—1962 старший научный сотрудник, руководитель лаборатории ЦНИИ Морского флота
- 1955—1962 профессор Ленинградского инженерно-экономического института.

В 1962—1976 гг. заведующий кафедрой металловедения (с 1964 года — материаловедения) ЛИТМО.
Доктор технических наук (1948), профессор (1955). Инженер-майор (1945).
Специалист в области прочности материалов. Во время войны принимал участие в создании новых видов броневой стали и в разработке режимов термообработки металла, также занимался вопросами прочности артиллерийских систем.
С 1932 года зам. председателя, с 1962 г. (после смерти Н. Н. Давиденкова) — председатель Ленинградской секции прочности и пластичности материалов.
Похоронен на Богословском кладбище Санкт-Петербурга.

## Награды
Лауреат Государственной премии СССР. Награждён медалью «За оборону Ленинграда» (03.06.1943).